# Vasilīs Maslarinos
Vasilīs Maslarinos (in greco Βασίλης Μασλαρινός?; 13 marzo 1983) è un allenatore di pallacanestro greco.

## Carriera
Ha guidato la Grecia ai Campionati europei del 2021.